# Титов, Валентин Георгиевич
Валентин Георгиевич Титов (1919—1951) — советский офицер механизированных и мотострелковых войск, участник Великой Отечественной войны, Герой Советского Союза (27.06.1945). Гвардии подполковник.

## Биография
Валентин Титов родился 22 апреля 1919 года в Смоленске. Из рабочей семьи. С 1929 года жил в Ростовской области по месту службы своего отца, со времён Гражданской войны служившего в Красной Армии. 
После окончания средней школы в 1937 году вступил в Красную Армию. Направлен на учёбу в Харьковское военно-медицинское училище, однако вскоре был переведён в Харьковское пехотное училище, которое окончил в 1939 году. Участвовал в боях на Халхин-Голе. Затем служил в войсках Дальневосточного фронта.
С октября 1941 года — на фронтах Великой Отечественной войны. Старший лейтенант Титов прибыл на фронт командиром стрелковой роты 210-го мотострелкового полка 82-й мотострелковой дивизии. В составе 5-й армии Западного фронта участвовал в битве за Москву. В боях три раза был ранен.
С 1942 года сражался командиром стрелкового батальона 6-го гвардейского мотострелкового полка 3-й гвардейской мотострелковой дивизии в той же армии. Отличился в Ржевско-Вяземской наступательной операции в марте 1943 года.
С весны 1943 года воевал в 17-й гвардейской механизированной бригаде 6-го гвардейского механизированного корпуса. Сражался на Брянском фронте. Участвовал в Орловской, Днепровско-Карпатской, Львовско-Сандомирской, Висло-Одерской, Нижнесилезской, Верхнесилезской наступательных операциях.
В апреле 1945 года командир 2-го мотострелкового батальона 17-й гвардейской механизированной бригады 6-го гвардейского механизированного корпуса 4-й гвардейской танковой армии 1-го Украинского фронта гвардии майор Валентин Титов отличился во время Берлинской операции 16 апреля — 2 мая 1945 года. Батальон Титова форсировал реку Шпрее и упорно продвигался на Берлин, отбивая многочисленные контратаки противника. 21 и 22 апреля в районе населённого пункта Петерсхейн батальон отбивал непрерывные попытки окруженной немецкой группировки вырваться из окружения и выполнил боевую задачу. В боях 27 и 28 апреля батальон очистил от противника несколько кварталов города Потсдам, нанеся противнику большие потери в боевой технике и живой силе. В Берлинской операции батальон уничтожил до 2500 солдат и офицеров противника и ещё 1200 человек взял в плен, уничтожил 34 танка и самоходных артиллерийских установки, 36 бронетранспортёров, 30 артиллерийских орудий, 18 миномётов, 160 пулемётов, 2 речных катера, много стрелкового вооружения.
Указом Президиума Верховного Совета СССР от 27 июня 1945 года «за образцовое выполнение боевых заданий командования на фронте борьбы с немецкими захватчиками и проявленные при этом отвагу и геройство», гвардии майору Валентину Георгиевичу Титову присвоено звание Героя Советского Союза с вручением ордена Ленина и медали «Золотая Звезда» за номером 8688.
После окончания войны В. Г. Титов продолжил службу в Советской Армии, более двух лет проходил службу в Группе советских оккупационных войск в Германии в городе Эберсвальде. В 1948 году он окончил Высшие стрелково-тактические курсы усовершенствования офицерского состава пехоты «Выстрел». С 1949 года командовал 28-м мотострелковым полком 8-й танковой дивизии Белорусского военного округа, который дислоцировался в городе Марьина Горка Минской области Белорусской ССР. 
Подполковник Валентин Титов скоропостижно скончался 20 октября 1951 года, похоронен в Марьиной Горке.
Был также награждён двумя орденами Красного Знамени (10.04.1944, 13.04.1945), орденами Кутузова 3-й степени (7.10.1944), Александра Невского (13.03.1945), Отечественной войны 2-й степени (18.09.1943) и Красной Звезды (31.03.1943), медалью «За отвагу» (28.03.1942), медалью «За боевые заслуги» (6.11.1947), медалью «За оборону Москвы», медалью «За взятие Берлина», рядом других медалей.